# Osmia dlabolae
Osmia dlabolae är en biart som beskrevs av Borek Tkalcu 1978. Osmia dlabolae ingår i släktet murarbin, och familjen buksamlarbin. Inga underarter finns listade i Catalogue of Life.